# 石岡市
石岡市（日语：／ Ishioka shi */?）是位於日本關東地方北部、茨城縣南部的一市。是常陸國的國府所在地。氣象廳在此設有地磁觀測所。

## 出身有名人
- 渡邊孝男（參議院議員、公明党）
- 折原美都（漫画家）
- 三橋千禾子（漫画家）
- 高田梢枝（歌手）
- 櫻井青（歌手・Cali≠gari成員）
- MUCC（2名成員出身於石岡市）
- 細谷修（漫画家）
- 踊正太郎（津軽三味線）